# Dimityr Mindow
Dimityr Mindow, bułg. Димитър Миндов (ur. 7 maja 1946) – bułgarski lekkoatleta specjalizujący się w rzucie młotem.

## Sukcesy sportowe
- siedmiokrotny mistrz Bułgarii w rzucie młotem – 1968, 1969, 1970, 1971, 1972, 1974, 1975[1]

| Rok  | Miasto   | Zawody                        | Konkurencja | Wynik       |
| ---- | -------- | ----------------------------- | ----------- | ----------- |
| 1964 | Warszawa | europejskie igrzyska juniorów | rzut młotem | 4. miejsce  |
| 1969 | Ateny    | mistrzostwa Europy            | rzut młotem | 11. miejsce |

## Rekordy życiowe
- rzut młotem – 69,70 – 1976